# Hevein
Hevein var et finsk gothic metal-band fra Helsinki. De er kendt for deres specielle musikstil, døbt "melodisk thrash metal", som kombinerer intensiteten fra thrash metal med flere elementer af symfonisk metal.
Bandets navn er inspireret af sangen "The Girl That Lived On Heaven Hill", spillet af Blackstar.[kilde mangler]

## Biografi
Hevein blev dannet i 1992 af guitarist Leif Hedström og trommeslager Alpo Oksaharju. I 1998 kom bassist Tomi Koivunen og violinist Aino Piipari med i bandet. Bandet kunne ikke finde en permanent sanger før 2003, da Juha Immonen kom med i bandet.

## Medlemmer
- Juha Immonen – Vokal (2003–)
- Leif Hedström – Guitar, Baggrundsvokal (1992–)
- Aino Piipari – Violin (1998–)
- Max Lilja – Cello (2002–)
- Janne Jaakkola – Bas (2005–)
- Alpo Oksaharju – Trommer (1992–)

### Tidligere medlemmer
- Tomi "Tomppa" Koivunen – Bas (1998–2005)
- Dimitri Paile – Vokal – (1998-2001)

### Periodemedlemmer
- Nico Hartonen – Vokal på den tredje demo

## Diskografi

### Album
- Sound Over Matter (2005)

### Singler og ep'er
- Fear Is... Only Human (2003)
- Break Out The Hammers EP (2004)
- iOta (2005)
- As Far As The Eye Can See (2005)

### Demoer
- Heartland (1999)
- Reverence (2001)
- Only Human (2002)
- Fear Is... (2003)

### Musikvideoer
- "Last Drop Of Innocence" (2005)

## Fodnoter
1. 1 2 3 4 5 6 7 8 9 10 11 12 13 14 15 16 17 18 19 20 21 22 23 24 25 26 27 28 29 30 31 32  Hevein på Myspace